# Ідрійське мереживо
Ідрійське мереживо (словен. idrijska čipka) — мереживо виготовлене в XVI столітті в Ідрії, Словенія.

## Історія
Найдавніша письмова згадка про мереживо в Ідрії датується 1696 роком. Хоча термін мереживо відноситься до виробів у різних техніках, у цьому регіоні було виготовлено лише блок-шнурок. Шнурок виготовлявся з лляної нитки і використовувався для прикраси як приватного, так і богослужбового одягу.
У 1860 році Штефан та Кароліна Лапайне почали торгувати мереживом. Вони продавали їх Росії та Америці. П'ятнадцять років потому, у 1875 році, їх племінник Франк Лапайне також займався торгівлею мереживом з Ідрії. Йому вдалося знайти ринки в Західній та Північній Європі.
У 1876 році Міністерство торгівлі Австрії створило в Ідрії мереживну школу, У другій половині 1890-х та на початку XX століття інтерес до мережива зростав. Наприкінці XX століття Ідрія була другим за величиною мереживним центром Австро-Угорщини завдяки оригінальності та якості мережива. У цей період від 8 до 14 торговців займалися продажем мережива.
У 1918 році Ідрія опинилася в межах Італії. Мереживники могли конкурувати лише за рахунок збільшення виробництва. Тому були обрані більш прості конструкції, виготовлені з 5 пар штифтів. Після Другої світової війни інтерес до мережива впав, і його виробництвом займалися лише літні жінки.

## Виробництво
Для виготовлення мереживного мережива вам знадобляться: дерев'яні блоки або бобіни з ручкою, круглий валик з підставкою, візерунком і лляною ниткою. Перш ніж розпочати роботу, шнурок робить нитки на блоки за принципом, що одна нитка намотана на два блоки. Після прикріплення візерунка до валика, мереживний майстер прикріплює нитку, обмотуючи нитку, що з'єднує одну пару блоків навколо шпильки. Під час роботи кожна рука маніпулює однією парою блоків. Характерними для мережив Ідрії є такі візерунки, як: srčkovke (серця), potonke (півонії), zibke (колиска) тощо. Найбільш репрезентативна техніка - ris. Це полотняна стрічка, виготовлена з шести, семи чи восьми пар блоків. Розрізняють широкий ріст, який домінував під час Австро-Угорської імперії і вузький ріст, що виник після Першої світової війни. Щоб зробити широкий підйом, нам потрібно сім і вузькі 5 пар блоків.

## Школа мережива в Ідрії
Шкіряна школа (чипкарська школа Ідрія) була відкрита в 1876 році. Іванка Фер’янчич стала першою вчителькою, яку після закінчення народної школи ідіоми, влада направила в приватну мереживну школу в Південному Тіролі. Коли вона померла через три роки, її обов'язки взяла на себе її сестра Антоніна. Повноцінні заняття з шнурівки проводились у народній школі. Були також заняття для літніх людей, яким потрібні були лише інструкції, як правильно зробити мереживо в домашніх умовах. Школа співпрацювала з Центральним-Шпіценкурсом у Відні, який діяв у 1879-1904 роках. Його завдання полягало у просуванні шнурівки в Австро-Угорщині. У 1880-х роках в інших містах були створені мереживні школи, в т.ч. Візолі (1882 р.), Отлиця (1885 р.), а в 1904 р. школа, що діяла в Железниках до сьогодні. З 1974 року школа діє в Джурі-середній школі імені Юрія Веге в Ідрії. Він був членом OIDFA (The International Bobbin and Needle Lace Organisation) з 1992 року. Під час конгресу OIDFA у 2016 році, який відбувся у Любляні, Міра Ходнік презентувала учасникам історію школи.

## Фестиваль мережива
Фестиваль Idrijske čipke організовується з перервами з 1952 року. 39-е видання було заплановано на червень 2020 року. Триденний фестиваль, за традицією, стартує у п’ятницю. У наступні дні організовуються зустрічі, лекції та мереживні семінари. Важливим елементом є нагородження мереживних сертифікатів та відбір найкращого мережива в щорічному конкурсі.

## Внесення до репрезентативного списку нематеріальної культурної спадщини людства
У 2016 році уряд Словенії вніс мереживне виробництво в Ідрії до реєстру нематеріальної культурної спадщини. У 2018 році виробництво мережива в Словенії було внесено до Списку нематеріальної спадщини ЮНЕСКО.